# Cranves-Sales
Cranves-Sales és un municipi francès situat al departament de l'Alta Savoia i a la regió d'Alvèrnia-Roine-Alps. L'any 2007 tenia 5.059 habitants.

## Demografia

### Població
El 2007 la població de fet de Cranves-Sales era de 5.059 persones. Hi havia 1.900 famílies de les quals 350 eren unipersonals (153 homes vivint sols i 197 dones vivint soles), 614 parelles sense fills, 806 parelles amb fills i 130 famílies monoparentals amb fills.
La població ha evolucionat segons el següent gràfic:
Habitants censats

### Habitatges
El 2007 hi havia 2.160 habitatges, 1.920 eren l'habitatge principal de la família, 134 eren segones residències i 106 estaven desocupats. 1.822 eren cases i 327 eren apartaments. Dels 1.920 habitatges principals, 1.623 estaven ocupats pels seus propietaris, 237 estaven llogats i ocupats pels llogaters i 60 estaven cedits a títol gratuït; 22 tenien una cambra, 82 en tenien dues, 209 en tenien tres, 503 en tenien quatre i 1.104 en tenien cinc o més. 1.805 habitatges disposaven pel capbaix d'una plaça de pàrquing. A 607 habitatges hi havia un automòbil i a 1.259 n'hi havia dos o més.

### Piràmide de població
La piràmide de població per edats i sexe el 2009 era:
| Homes | Edats   | Dones |
| ----- | ------- | ----- |
| 0     | 95 o +  | 4     |
| 4     | 90 a 94 | 0     |
| 12    | 85 a 89 | 16    |
| 8     | 80 a 84 | 28    |
| 56    | 75 a 79 | 32    |
| 64    | 70 a 74 | 52    |
| 72    | 65 a 69 | 64    |
| 124   | 60 a 64 | 96    |
| 144   | 55 a 59 | 132   |
| 204   | 50 a 54 | 228   |
| 224   | 45 a 49 | 200   |
| 188   | 40 a 44 | 224   |
| 164   | 35 a 39 | 216   |
| 120   | 30 a 34 | 112   |
| 96    | 25 a 29 | 68    |
| 108   | 20 a 24 | 68    |
| 244   | 15 a 19 | 156   |
| 208   | 10 a 14 | 160   |
| 132   | 5 a 9   | 152   |
| 92    | 0 a 4   | 112   |

## Economia
El 2007 la població en edat de treballar era de 3.464 persones, 2.619 eren actives i 845 eren inactives. De les 2.619 persones actives 2.497 estaven ocupades (1.343 homes i 1.154 dones) i 122 estaven aturades (52 homes i 70 dones). De les 845 persones inactives 241 estaven jubilades, 297 estaven estudiant i 307 estaven classificades com a «altres inactius».

### Ingressos
El 2009 a Cranves-Sales hi havia 1.955 unitats fiscals que integraven 5.181 persones, la mediana anual d'ingressos fiscals per persona era de 27.225 €.

### Activitats econòmiques
Dels 208 establiments que hi havia el 2007, 3 eren d'empreses alimentàries, 3 d'empreses de fabricació de material elèctric, 9 d'empreses de fabricació d'altres productes industrials, 38 d'empreses de construcció, 60 d'empreses de comerç i reparació d'automòbils, 6 d'empreses de transport, 9 d'empreses d'hostatgeria i restauració, 5 d'empreses d'informació i comunicació, 2 d'empreses financeres, 20 d'empreses immobiliàries, 18 d'empreses de serveis, 20 d'entitats de l'administració pública i 15 d'empreses classificades com a «altres activitats de serveis».
Dels 53 establiments de servei als particulars que hi havia el 2009, 1 era una oficina de correu, 1 una oficina bancària, 7 tallers de reparació d'automòbils i de material agrícola, 5 paletes, 7 guixaires pintors, 8 fusteries, 2 lampisteries, 5 electricistes, 2 perruqueries, 6 restaurants, 6 agències immobiliàries i 3 salons de bellesa.
Dels 17 establiments comercials que hi havia el 2009, 1 era una gran superfície de material de bricolatge, 1 una botiga de més de 120 m², 3 fleques, 1 una peixateria, 1 una botiga de roba, 1 una botiga d'equipament de la llar, 6 botigues de mobles, 1 una botiga de material de revestiment de parets i terra i 2 floristeries.
L'any 2000 a Cranves-Sales hi havia 19 explotacions agrícoles que ocupaven un total de 390 hectàrees.

## Equipaments sanitaris i escolars
Els 2 equipaments sanitaris que hi havia el 2009 eren farmàcies.
El 2009 hi havia 1 escola maternal i 1 escola elemental. Cranves-Sales disposava d'un col·legi d'educació secundària amb 630 alumnes.

## Poblacions més properes
El següent diagrama mostra les poblacions més properes.